# Santino Rocchetti
Sante Rocchetti, detto Santino (Montalto di Castro, 13 luglio 1946), è un cantautore italiano, membro più noto dei Rokketti.

## Biografia
Dotato di una voce roca molto adatta al rhythm 'n' blues, inizia l'attività negli anni sessanta, formando un complesso beat con i fratelli, i Rokketti, con cui incide per la CDB, la CBS e la ARC.
Sciolto il gruppo per via del servizio militare di alcuni componenti, entra nel gruppo che accompagna Nino Ferrer, partecipando all'incisione dell'album Rats and Roll's, e nei 4 +4 di Nora Orlandi nel 1970; nello stesso periodo fa parte del cast dell'opera rock Orfeo 9 di Tito Schipa Jr., partecipando anche alla realizzazione del disco e duettando, nella canzone Vieni sole, con Loredana Bertè.
Nel 1972 entra nel complesso I Gatti Rossi, incidendo un 45 giri per la Philips con una canzone, E dire che a maggio, scritta da Mauro Pelosi.
Dopo quest'esperienza inizia l'attività come cantante solista firmando con la Fonit Cetra ed ottenendo un buon successo nel 1975 con Pelle di sole, con cui partecipa a Un disco per l'estate.
L'anno successivo partecipa al Festival di Sanremo 1976 con E tu mi manchi, e nel 1977 nuovamente al Festival di Sanremo con Dedicato a te e al Festivalbar con I miei giorni felici, cover di un successo del 1968 di Wess (a sua volta cover di Chapel of dreams). Nel 33 giri Dedicato a te è inserita Arcobaleno, cover di Over the Rainbow.
Torna nuovamente al Festival di Sanremo 1978 con Armonia e poesia.
Tra gli altri suoi successi ci sono Dolcemente bambina, Mia, Amado mio e Divina.
Negli anni novanta riforma, con altri componenti, i Rokketti, esibendosi in locali e sale da ballo in tutta Italia.
Dal 2011 partecipa ogni anno al programma di intrattenimento musicale MilleVoci di Gianni Turco eseguendo sia brani di suoi successi sia canzoni inediite.

## Discografia da solista (parziale)

### 33 giri
- 1977: Dedicato a te (Fonit Cetra, LPX 52)
- 1978: Santino Rocchetti (Fonit Cetra, LPX 69)
- 1980: Santino Rocchetti (Fonit Cetra, PL 403)
- 1997: Non solo amore (Duck Gold, DGCD 233)
- 2002: Ieri oggi domani (Green Records, GRMC 6344)

### 45 giri
- 1975: Pelle di sole/Tu, un'altra cosa (Fonit Cetra, SP 1580)
- 1976: E tu mi manchi/Mia (Fonit Cetra, SP 1607)
- 1976: Dolcemente bambina/Mi mancherai (Fonit Cetra, SP 1618)
- 1977: Dedicato a te/E poi venne sera (Fonit Cetra, SP 1642)
- 1977: Amado mio/I miei giorni felici (Fonit Cetra, SP 1661)
- 1978: Armonia e poesia/Immaginando Elena (Fonit Cetra, SP 1675)
- 1978: Divina/Camminerò (Fonit Cetra, SP 1691)
- 1979: Divina/Io sto con te (Fonit Cetra, SP 1699)
- 1979: Per favore Angela no/Canzone va (Fonit Cetra, SP 1713)
- 1980: Macché amore/Sogno te (Fonit Cetra, SP 1737)
- 1982: Perché non provi a ritornare tu/Ti aspetterò (SIF, NP 10015)
- 1982: Rodaggio d'amore/Perché non provi a ritornare tu (SIF, NP 10025)

### Partecipazioni
- 1969: Mi ritorni in mente/7 e 40 di Lucio Battisti (Dischi Ricordi, SRL 10567; cori)
- 1972: Orfeo 9 di Tito Schipa Jr. (Fonit Cetra, LPX 16/17; duetto con Loredana Bertè in Vieni sole)

## Discografia con i Rokketti

### 45 giri
- 1965 - Il settebello/Zorba's Dance (CDB, DB 1072)
- 1965 - Goodbye My Love/Chi vince in me (CDB, DB 1073)
- 1966 - Una bambolina che fa no no no/Ha ha (CBS, 2427)
- 1967 - Black Time/L'amaro in bocca (CDB, DB 1101; pubblicato in due versioni, la prima con Black Time in italiano, e la seconda con la stessa canzone in inglese, stessa registrazione di e 003)
- 1967 - Ti rivedrò tra gli angeli/Non ti fermare mai (CDB, DB 1116)
- 1968 - Due ali nel cuore/Sei tu (CDB, DB 1142)

### 45 giri pubblicati all'estero
- 1967 - Black time/Mr. Gold (CDB, e 003)

### Compilation
- 1966 - Una serata al Piper (ARC, SA 09)

### CD
- 1996 - I Rokketti (On Sale Music)

## Discografia con i Gatti Rossi

### 45 giri
- 1972 - E dire che a maggio/Se ne va (Philips, 6025 076)